# Vật nuôi bị bỏ rơi

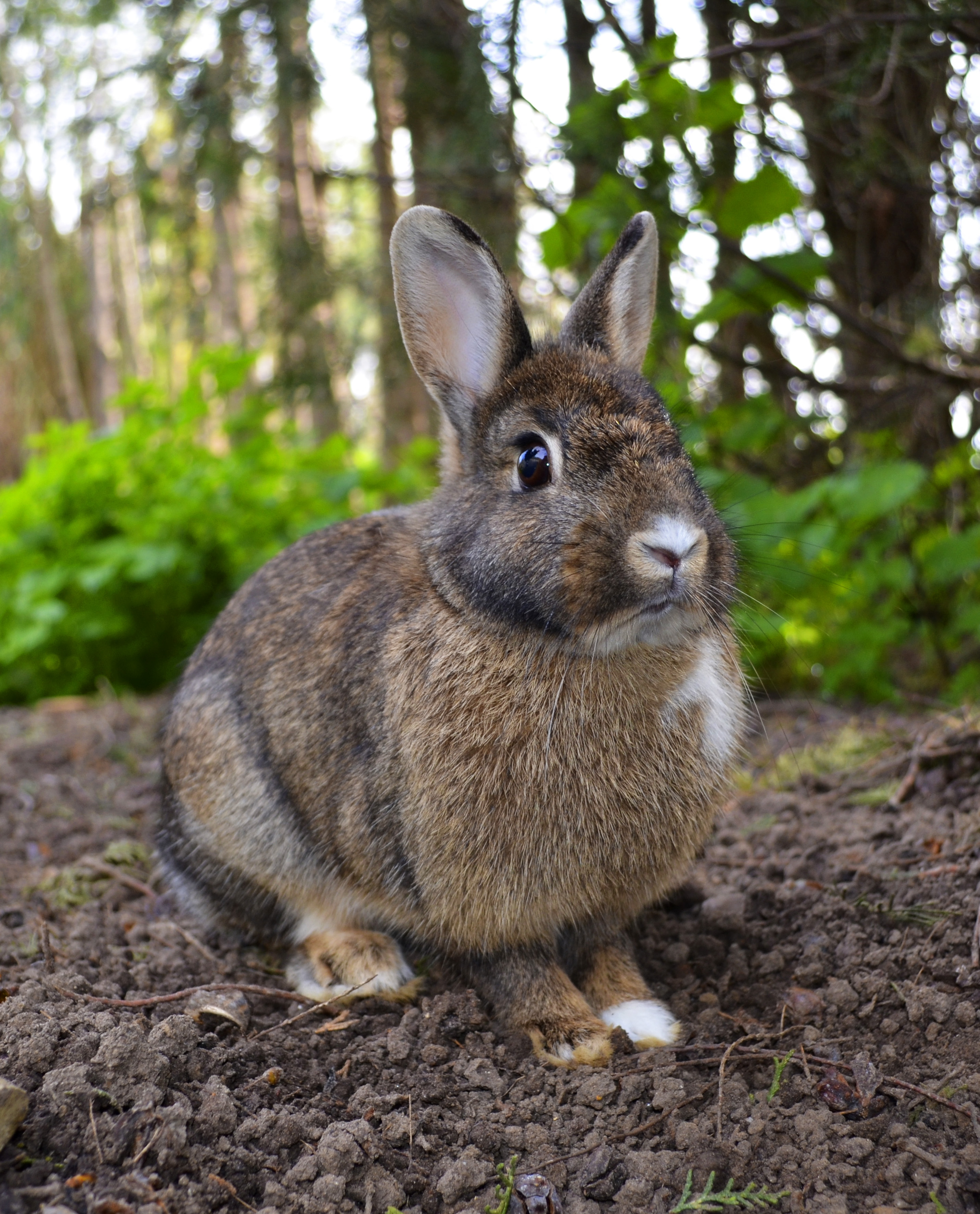
Một con thỏ bị bỏ rơi trong công viên, thỏ là một trong những loại thú cưng bị bỏ rơi nhiều nhất

Vật nuôi bị bỏ rơi (Abandoned pet) hay bỏ rơi động vật là những con vật nuôi (thường là thú cưng) bị cố ý bỏ rơi bởi người chủ của chúng. Tính riêng ở nước Mỹ mỗi năm tốn khoảng 2 tỷ USD là khoản tiền người dân Mỹ chi trả cho các hoạt động giải cứu động vật, chăm sóc các loại vật nuôi bị bỏ rơi và tiêu hủy xác khi chúng chết. Rất nhiều tổ chức, nhóm bảo vệ và cứu hộ động vật được thành lập khắp các nước để giải cứu hàng ngàn con vật bị bỏ rơi, bị đối xử tàn tệ. Những con vật cưng thường bị bỏ rơi gồm thỏ kiểng, chó và mèo và các loài thú nuôi độc lạ khác.
Mặc dù chó, mèo là những người bạn thân thiết nhất của con người nhưng chúng cũng là hai loại vật nuôi bị bỏ rơi nhiều nhất và thỏ chính là con vật bị bỏ rơi với số lượng lớn, vào 1999, Hiệp hội Ngăn chặn Ngược đãi động vật (SPCA) tại Singapore nhặt được 625 con thỏ nhà bị chủ bỏ rơi, tỷ lệ thỏ bị ném ra khỏi nhà tăng tới 116% so với năm 1998. Riêng ở Đài Loan, năm 2010 đã có hơn 16 ngàn con thỏ bị bỏ rơi và Hiệp hội Thỏ Đài Loan lo ngại sẽ còn có nhiều con vật bị bỏ rơi hơn. Ở Anh, chi phí chăm sóc mỗi năm cho mỗi con thỏ là £750, chúng bị bỏ rơi và mỗi năm có 67.000 con thỏ được giải cứu.

## Lý do
Việc bỏ rơi vật nuôi thường xảy ra khi một người chủ sở hữu chết, khi một con vật nuôi trở nên gây rối hoặc phát triển quá lớn và không còn dễ thương như trước, hoặc nếu vật nuôi bị bắt khi có biểu hiện quậy phá. Trong lịch sử, Cuộc khủng hoảng tài chính 2007-2010 đã dẫn đến một số vật nuôi bị bỏ rơi vì lý do kinh tế. Điển hình của nhóm này là vật nuôi bị bỏ lại khi nhà của chủ sở hữu bị tịch biên. Những động vật này có thể bị để lại một mình trên tòa nhà hoặc thả tại một nơi trú ẩn động vật. Chúng thường được phát hiện sau quá trình tịch biên nhà, khi người môi giới hoặc nhân viên ngân hàng vào nhà. Những con động vật đủ may mắn để sống sót cho đến khi chúng được phát hiện thường ở trong tình trạng kém do thiếu nguồn lực như thức ăn và nước uống vì không ai chu cấp cho chúng.
Các quốc gia có những quy định pháp luật khác nhau về việc động vật bị bỏ rơi, nhưng nói chung, động vật bị bỏ rơi là sự việc xảy ra khi chính chủ hoặc người bảo hộ chăm sóc để chúng tại nơi công cộng hoặc nơi nào đó mà không hề có xu hướng mang chúng trở về hoặc cắt giảm nguồn chi phí chăm sóc chúng, ở Singapore, nếu đem bỏ rơi con vật sẽ bị phạt đến 12 tháng tù giam, hoặc 10.000 SGD (hơn 160 triệu đồng) hoặc cả hai. Vật nuôi bị bỏ rơi do thiếu thực phẩm ở Venezuela khi phải trải qua nhiều năm suy thoái kinh tế liên tiếp với tỷ lệ lạm phát ba con số, cuộc sống chật vật, thiếu hụt trầm trọng lương thực và thuốc men khiến nhiều gia đình ở nước này buộc phải bỏ rơi vật nuôi của họ và phó mặc số phận của chúng.
Ở Việt Nam, dù có nhiều văn bản nhưng việc thực thi pháp luật trong công tác bảo vệ và cứu hộ động vật rất khó khăn. Nhiều cơ quan chức năng rất lúng túng khi xử lý những động vật nhập lậu còn sống còn các hội, nhóm cứu hộ động vật chưa có tư cách pháp nhân, kinh phí còn hạn chế. Các tổ chức bảo vệ động vật tại châu Á đang cảnh báo một kết cục không thể tránh khỏi đối với loài thỏ, người ta thả chúng trong công viên hay khu bảo tồn, nơi những con thỏ tội nghiệp chết dần chết mòn trong đau đớn vì chúng không có khả năng sống sót trong môi trường hoang dã, thỏ cưng là loài rất yếu đuối và khó có thể tự sống sót được, nếu chúng được nuôi chăm sóc rồi bị thả ra đường thì cơ hội tồn tại gần như là không chưa hết, bị chủ bỏ rơi không phải là mối nguy lớn nhất đối với thỏ ở châu Á, bởi chúng vẫn còn cơ hội sống sót nhưng rơi vào tay các nhà hàng làm thịt thỏ mới là mối hiểm họa đáng sợ

## Chú thích

Logo của PETA (Những người tranh đấu cho sự đối xử có đạo đức với động vật) với biểu tượng là một con thỏ